# Andrés Charadía
Andrés Charadía Alfieri (ur. 10 lipca 1966 w Urdinarrain) – argentyński lekkoatleta specjalizujący się w rzucie młotem. Trzykrotny złoty medalista mistrzostw Ameryki Południowej, wielokrotny złoty medalista mistrzostw ibero-amerykańskich i igrzysk Ameryki Południowej, medalista igrzysk panamerykańskich, czterokrotny uczestnik mistrzostw świata. Trzykrotny olimpijczyk (Seul, Barcelona, Atlanta).

## Przebieg kariery
W 1985 zdobył jedyny w karierze medal lekkoatletycznej imprezy juniorskiej, był to tytuł wicemistrza Ameryki Południowej juniorów. W kolejnych latach zdobywał m.in. złoty medal mistrzostw Ameryki Południowej seniorów oraz srebrny medal igrzysk panamerykańskich. W 1987 debiutował na mistrzostwach świata, ale odpadł w eliminacjach, zajmując 12. pozycję w swej grupie.
Wystąpił na igrzyskach olimpijskich w Seulu, na których zajął w swej konkurencji 25. pozycję w eliminacjach (z wynikiem 68,26 m), wyprzedzając tylko czterech rywali.
W 1990 wywalczył jedyny w karierze medal międzynarodowej imprezy lekkoatletycznej w konkurencji innej niż rzut młotem. Na igrzyskach Ameryki Południowej rozgrywanych w Limie otrzymał srebrny medal w konkurencji pchnięcia kulą. Rok później ponownie wystąpił na mistrzostwach świata, jednak ponownie odpadł w eliminacjach, zajmując 13. pozycję w swej grupie.
Rozgrywane w Barcelonie igrzyska olimpijskie były lepsze w wykonaniu Argentyńczyka niż cztery lata wcześniej. Znów odpadł w fazie eliminacji, ale zajął 19. pozycję z wynikiem 70,82 m.
W 1993 po raz drugi w karierze został mistrzem Ameryki Południowej. Dwa lata później sięgnął po trzeci tytuł mistrza kontynentu oraz drugi w karierze medal igrzysk panamerykańskich.
Po raz ostatni na arenie międzynarodowej wystąpił w czasie igrzysk olimpijskich w Atlancie. Zawody w konkurencji rzutu młotem zakończył na eliminacjach, zajmując w tej fazie 35. pozycję z rezultatem 65,26 m.

## Osiągnięcia
| Rok     | Zawody                                   | Miasto        | Miejsce | Konkurencja    | Wynik |
| ------- | ---------------------------------------- | ------------- | ------- | -------------- | ----- |
| 1985    | Mistrzostwa Ameryki Południowej juniorów | Santa Fe      | 2.      | rzut młotem    | 58,48 |
| 1986    | Igrzyska Ameryki Południowej             | Santiago      | 1.      | rzut młotem    | 62,72 |
| 1987    | Igrzyska panamerykańskie                 | Indianapolis  | 2.      | rzut młotem    | 69,36 |
| 1987    | Mistrzostwa świata                       | Rzym          | 24. H   | rzut młotem    | 63,70 |
| 1987    | Mistrzostwa Ameryki Południowej          | São Paulo     | 1.      | rzut młotem    | 66,72 |
| 1988    | Mistrzostwa ibero-amerykańskie           | Meksyk        | 1.      | rzut młotem    | 68,46 |
| 1988    | Letnie igrzyska olimpijskie              | Seul          | 25. H   | rzut młotem    | 68,26 |
| 1989    | Mistrzostwa Ameryki Południowej          | Medellin      | 2.      | rzut młotem    | 65,56 |
| 1990    | Mistrzostwa ibero-amerykańskie           | Manaus        | 1.      | rzut młotem    | 68,98 |
| 1990    | Igrzyska Ameryki Południowej             | Lima          | 1.      | rzut młotem    | 69,94 |
| 1990    | Igrzyska Ameryki Południowej             | Lima          | 2.      | pchnięcie kulą | 15,24 |
| 1990    | Igrzyska Ameryki Południowej             | Lima          | 2.      | rzut dyskiem   | 47,10 |
| 1991    | Mistrzostwa Ameryki Południowej          | Manaus        | 2.      | rzut młotem    | 62,88 |
| 1991    | Mistrzostwa świata                       | Tokio         | 25. H   | rzut młotem    | 66,52 |
| 1992    | Mistrzostwa ibero-amerykańskie           | Sewilla       | 2.      | rzut młotem    | 69,38 |
| 1992    | Letnie igrzyska olimpijskie              | Barcelona     | 19. H   | rzut młotem    | 70,82 |
| 1993    | Mistrzostwa Ameryki Południowej          | Lima          | 1.      | rzut młotem    | 71,14 |
| 1993    | Mistrzostwa świata                       | Stuttgart     | 23. H   | rzut młotem    | 68,48 |
| 1994    | Mistrzostwa ibero-amerykańskie           | Mar del Plata | 1.      | rzut młotem    | 70,80 |
| 1994    | Igrzyska Ameryki Południowej             | Valencia      | 1.      | rzut młotem    | 70,80 |
| 1995    | Igrzyska panamerykańskie                 | Mar del Plata | 3.      | rzut młotem    | 71,78 |
| 1995    | Mistrzostwa Ameryki Południowej          | Manaus        | 1.      | rzut młotem    | 70,34 |
| 1995    | Mistrzostwa świata                       | Göteborg      | 37. H   | rzut młotem    | 66,34 |
| 1996    | Letnie igrzyska olimpijskie              | Atlanta       | 35. H   | rzut młotem    | 65,26 |
| Źródło: |                                          |               |         |                |       |

## Rekordy życiowe
Rekord życiowy zawodnika to 74,66 m i został ustanowiony 9 października 1994 roku w Córdobie.